# Repnin
Repnin – nazwisko rosyjskiej rodziny szlacheckiej, wywodzącej się z XVII w. Do jej najbardziej znanych przedstawicieli należą:
- Anikita Repnin (1668-1726), pierwszy z rodziny z tytułem księcia, generał rosyjski,
- Nikołaj Repnin (1734-1801), książę rosyjski, generał-feldmarszałek i dyplomata, w latach 1764-1769 poseł rosyjski w Warszawie i w tym czasie sprawujący faktyczną władzę nad Rzecząpospolitą.